# Lucicutia formosa
Lucicutia formosa är en kräftdjursart som beskrevs av Hülsemann 1966. Lucicutia formosa ingår i släktet Lucicutia och familjen Lucicutiidae. Inga underarter finns listade i Catalogue of Life.